# Голубовка (Лебединский район)
Голубовка (укр. Голубівка) — село,
Голубовский сельский совет,
Лебединский район,
Сумская область,
Украина.
Код КОАТУУ — 5922983001. Население по переписи 2001 года составляло 804 человека .
Является административным центром Голубовского сельского совета, в который, кроме того, входят сёла
Грамино,
Деркачи,
Коломийцы,
Маньки,
Серобабино,
Федорки,
Филоновщина и
Шияны.

## Географическое положение
Село Голубовка находится у одного из истоков реки Сула.
Примыкает к селу Филоновщина, на расстоянии в 1 км расположены сёла Грамино и Деркачи.
По селу протекают пересыхающие ручьи с запрудами.
Рядом проходит автомобильная дорога Н-07.

## История
- Село Голубовка основано в 1704 году[1].

## Экономика
- Молочно-товарная ферма.
- ООО им. Шевченко.

## Объекты социальной сферы
- Детский сад «Голубок».
- Школа.
- Дом культуры.